# Bronsvingad papegoja
Bronsvingad papegoja (Pionus chalcopterus) är en fågel i familjen västpapegojor inom ordningen papegojfåglar.

## Utbredning och systematik
Fågeln förekommer i fuktiga skogar från nordöstra Colombia till västra Venezuela och nordvästra Peru. Den behandlas som monotypisk, det vill säga att den inte delas in i några underarter.

## Status
IUCN kategoriserar arten som livskraftig.